# Traktat spartańsko-etolski
Traktat spartańsko-etolski (SEG 26.461) – tekst na steli odnalezionej w Muzeum Archeologicznym w Sparcie, wydany przez Wilhelma Peeka w 1974 roku.

## Opis
Inskrypcja z traktatem została odnaleziona przez Wilhelma Peeka w 1965 roku w Muzeum Archeologicznym w Sparcie.
Na steli znajduje się 21 linijek tekstu i fragment 22. W każdej linijce znajdowało pierwotnie 20–27 liter. 

## Treść
Tekst odczytany z inskrypcji mówi o relacjach między Lacedemończykami a Etolami. Traktat ustanawia pokój i sojusz pomiędzy poleis, określając dodatkowe warunki nałożone na Etolów (zakaz samodzielnego kończenia wojen i przyjmowania wygnańców). W tekście pojawia się charakterystyczne dla traktatów z przełomu V i IV wieku p.n.e. sformułowanie, nakazujące Etolom aby „szli za Lacedemończykami, dokądkolwiek ci ich poprowadzą, i na lądzie, i na morzu, mając tych samych co Lacedemończycy przyjaciół i wrogów”.
W początkowych liniach inskrypcji (1 i 3) mowa jest o traktacie z Etolami, natomiast pod koniec (linie 17 i 22) w ich miejscu pojawiają się Erksadiejczycy (Ερξαδιεις). Według Fritza Gschnitzera traktat został zawarty z Etolami Erksadiejczykami, których pełna nazwa nie zachowała się na początku inskrypcji, zaś w końcowej jej części nazywani są już tylko tym drugim mianem. Innym rozwiązaniem jest to, że inskrypcja dotyczy relacji z dwoma grupami. Być może Lacedemończycy wykorzystali mało znaczących Erksadiejczyków do szachowania silniejszych Etolów. Taka zależność tłumaczyłaby zapisanie dwóch oddzielnych traktatów na jednej inskrypcji. Nazwa Erksadiejczyków nie pojawia się w innych źródłach historycznych, niemożliwa jest więc ich identyfikacja. Historycy na ogół dopatrują się w nich wspólnoty spoza Peloponezu (inaczej Gschnitzer). Również identyfikacja Etolów nie jest jednoznaczna. Oprócz tradycyjnych mieszkańców Etolii badacze wskazują również na peleponeską polis Aitolia, poświadczoną jedynie u Stefanosa z Bizancjum.

## Datowanie
Pierwsza propozycja datowania inskrypcji opierała się na analizie graficznej liter (epsilon, pi, phi i sigma) oraz jej nieregularności i niestaranności. Znalazca traktatu umieścił jego powstanie na lata 500–470 p.n.e. Kolejne propozycje opierały się już na próbie umieszczenia przekazu wśród znanych wydarzeń historycznych. Według Paula Cartledge’a traktat może dotyczyć epizodu wojny peloponeskiej w Zatoce Korynckiej z 426 roku, Douglas Kelly wskazuje na działania wojenne prowadzone przez Agesilaosa w lata 388–386, Marta Sordi łączy traktat ze spartańską ekspedycją karną przeciw Meseńczykom z 402/401 roku, zaś Umberto Cozzoli przesuwa go na rok 455/454 w związku z opuszczeniem przez Meseńczyków Peloponezu. Analizę sformułowań prawnych inskrypcji zastosował Ernst Baltrusch. Między innymi ze względu na niewystępowanie przed 387/386 rokiem w znanych tekstach słowa eirēnē jako terminu oznaczającego traktat pokojowy, historyk wskazał na początek IV wieku jako prawdopodobny okres powstania inskrypcji. 

## Edycje
- SEG 26.461 – edycja pierwsza – Wilhelm Peek, Ein neuer spartanischer Staatsvertrag, Berlin 1974.
- ML²67bis
- Nomina I 55 link do wydania
- Philiai 30